# Idiostrangalia cerina
Idiostrangalia cerina är en skalbaggsart som beskrevs av Holzschuh 1999. Idiostrangalia cerina ingår i släktet Idiostrangalia och familjen långhorningar.
Artens utbredningsområde är Laos. Inga underarter finns listade i Catalogue of Life.